# Blizniukí
Blizniukí (en ucraïnès i en rus Близнюки) és una vila de la província de Khàrkiv, Ucraïna. El 2021 tenia 3.557 habitants.